# Baía de Mirabelo

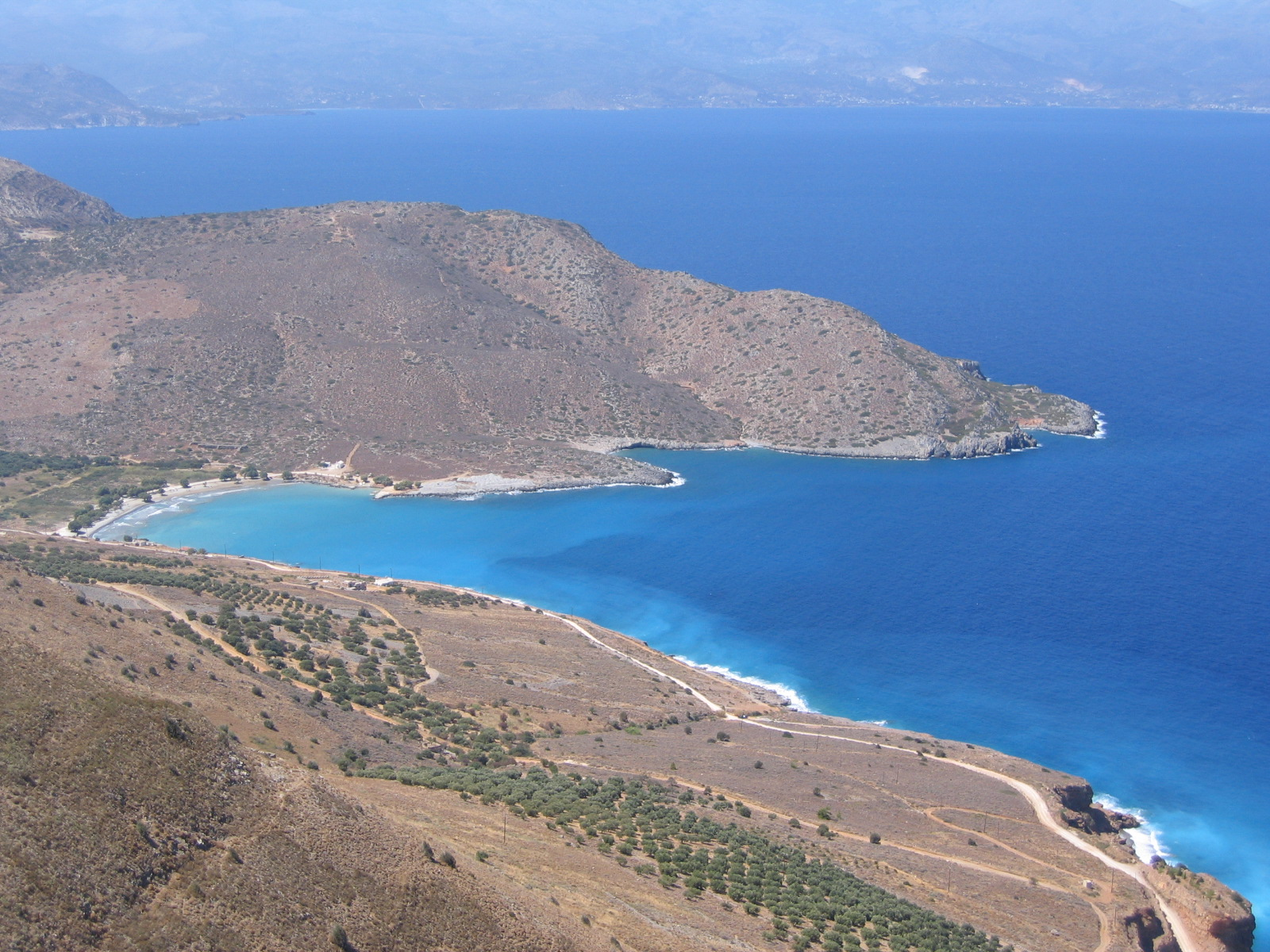
Baía de Mirabelo

O golfo ou baía de Mirabelo é uma enseada do mar de Creta na parte oriental de Creta. Este local foi um importante assentamento na ilha de Creta durante o período minoico, pois teve notório papel no desenvolvimento da metalurgia de cobre no período de cerca de 3000 a.C. No minoano recente, cidades refúgio (incluindo Carfi) foram fundadas em terrenos mais altos com vista para a baía. Mais tarde, após a invasão dórica, outros assentamentos foram fundados na região incluindo a cidade de Lato.